# Begíjar
Begíjar ist ein südspanischer Ort und eine aus dem Hauptort und mehreren Weilern bestehende Gemeinde (municipio) mit insgesamt 2.947 Einwohnern (Stand: 2024) im Zentrum der Provinz Jaén in der autonomen Region Andalusien. Das Ortszentrum ist als Conjunto histórico-artístico anerkannt.

## Lage
Der Ort Begíjar liegt knapp 45 km (Fahrtstrecke) nordöstlich der Provinzhauptstadt Jaén in einer Höhe von ca. 560 bis 580 m ü. d. M. Die von der UNESCO als Weltkulturerbe anerkannten Nachbarstädte Baeza und Úbeda sind nur 8 bzw. 25 km in nordöstlicher Richtung entfernt. Das Klima im Winter ist gemäßigt, im Sommer dagegen warm bis heiß; die geringen Niederschlagsmengen (ca. 485 mm/Jahr) fallen – mit Ausnahme der nahezu regenlosen Sommermonate – verteilt übers ganze Jahr.

## Bevölkerungsentwicklung
| Jahr      | 1857  | 1900  | 1950  | 2000  | 2020  |
| Einwohner | 3.077 | 3.260 | 4.475 | 3.143 | 2.998 |

Die deutliche Bevölkerungsrückgang in der zweiten Hälfte des 20. Jahrhunderts ist im Wesentlichen auf die nahezu ausschließliche Anpflanzung von Olivenbäumen, die damit einhergehende Mechanisierung und den daraus resultierenden Verlust von Arbeitsplätzen zurückzuführen.

## Wirtschaft
Begíjar liegt im Zentrum der schier endlosen Olivenbaumplantagen der Provinz Jaén. Früher wurden auch Getreide, Weinreben etc. zur Selbstversorgung angepflanzt; Gemüse stammte aus den Hausgärten. Im Ort selbst haben sich Kleinhändler, Handwerker und Dienstleistungsbetriebe aller Art angesiedelt. Daneben gibt es mehrere Ferienhäuser (casas rurales).

## Geschichte

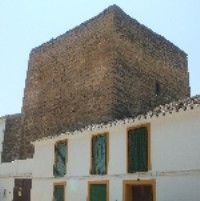
Burgturm

Auf dem Gemeindegebiet wurden jungsteinzeitliche und bronzezeitliche Kleinfunde entdeckt. Die Iberer siedelten in der Nähe des Guadalquivir. Aus römischer Zeit stammen die Fundamentreste mehrerer Landgüter (villae rusticae). Die Westgoten haben hingegen kaum Spuren hinterlassen. Zu Beginn des 8. Jahrhunderts wurde die Gegend von den Mauren überrannt; sie nannten den Ort Buxexat. Nach dem Ende des Kalifats von Córdoba (1031) wurde die Gegend Bestandteil des Taifa-Königreichs Jaén. Um die Mitte des 12. Jahrhunderts wurde der Ort dem gerade neu entstandenen Almohadenreich einverleibt, welches sich nach der Niederlage in der Schlacht bei Las Navas de Tolosa (1212) zunehmenden Angriffen seiner muslimischen (Ibn Hud, Muhammad I. ibn Nasr) und christlichen Nachbarn ausgesetzt sah. Bereits um das Jahr 1226 wurde Begíjar von den Christen unter Ferdinand III. von Kastilien zurückerobert (reconquista) und dem neugeschaffenen Königreich Jaén eingegliedert, das allerdings eng mit der Krone von Kastilien verbunden war und politisch nicht in Erscheinung trat. Verwaltet wurde der Ort vom Calatrava-Ritterorden, der auch die Burg (castillo) erneuerte. Mit dem Alhambra-Edikt (1492) der Katholischen Könige begann die Vertreibung der Juden; in den Jahren um 1610 wurden die letzten Muslime (Morisken) ebenfalls ausgewiesen. Im Jahr 1779 erhielt Begíjar die Stadtrechte.

## Sehenswürdigkeiten

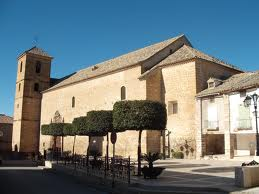
Iglesia de Santiago Apóstol

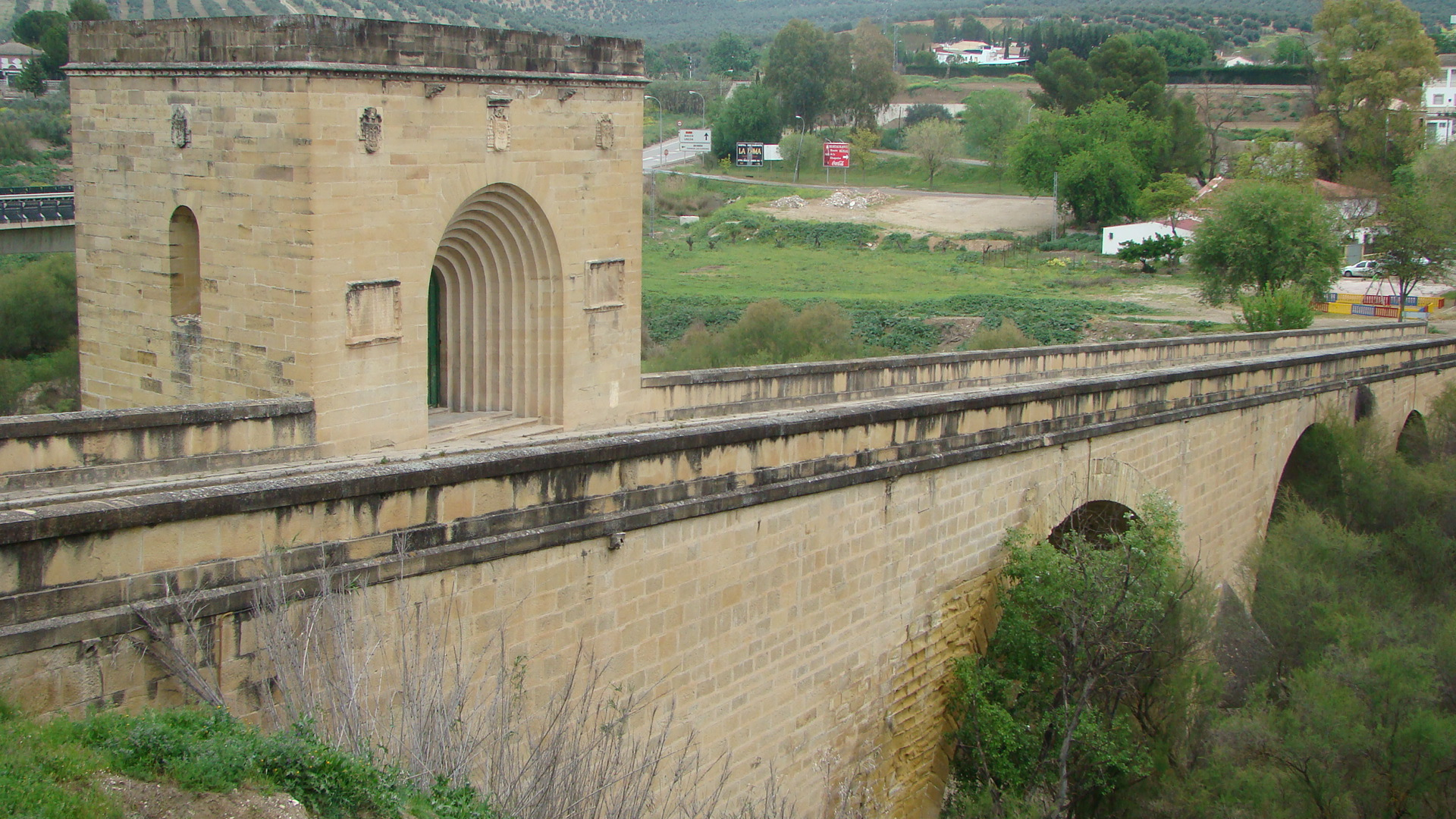
Puente del Obispo

- Der alte Ortskern mitsamt den Resten der ehemaligen Burg (Casco Antiguo de Begíjar) besteht aus schmalen Gassen mit angrenzenden Häusern des 16. bis 19. Jahrhunderts.[9]
- Von der ehemaligen Burg (castillo) stehen nur noch wenige Mauerreste. Hervorzuheben ist der wahrscheinlich bereits in westgotischer Zeit entstandene, später jedoch wiederholt veränderte Bergfried (torre del homenaje) mit gewölbten Zwischendecken im Innern.[10][11]
- Mit dem Bau der Iglesia de Santiago Apóstol wurde wahrscheinlich bereits im 13. Jahrhundert begonnen, doch erhielt die Kirche ihr heutiges Aussehen erst im 15./16. Jahrhundert. Beachtenswert ist das auf der Südseite befindliche Renaissanceportal mit einer Reiterfigur Santiagos. Das einschiffige, aber mit Seitenkapellen ausgestattete Innere wurde erst im 17. Jahrhundert vollendet. Hinter dem eher streng wirkenden Altarretabel verbirgt sich ein hochbarocker Camarín.[12][13]
- Der ehemalige Bischofspalast (Palacio Episcopal) beherbergt heute ein kleines Museum zur Stadtgeschichte.
- Mehrere Brunnen (fuentes) und Viehtränken (abrevaderos) bereichern das Ortsbild.

Umgebung
- Die vierbogige Puente del Obispo über den ca. 2 km südlich der Ortschaft entlangfließenden Guadalquivir (37° 57′ 15″ N, 3° 32′ 22″ W) entstand um das Jahr 1508. Die Bögen haben jeweils unterschiedliche Spannbreiten. Im seitlichen Brückenturm befindet sich eine Kapelle mit einem ungewöhnlichen Portalgewände ohne Säulen und Kapitelle.
- In der Nähe überspannen 2 frühneuzeitliche Aquädukte den Arroyo de Barranquillo und den Arroyo del Chortal.